# Brossay
Brossay ist eine französische Gemeinde mit 348 Einwohnern (Stand: 1. Januar 2022) im Département Maine-et-Loire in der Region Pays de la Loire. Die Gemeinde gehört zum Arrondissement Saumur und zum Kanton Doué-en-Anjou. Die Einwohner werden Brossayens genannt.

## Lage
Brossay liegt etwa 55 Kilometer südöstlich von Angers. Umgeben wird Brossay von den Nachbargemeinden Doué-en-Anjou im Norden und Westen, Cizay-la-Madeleine im Osten und Nordosten sowie Vaudelnay im Süden.

## Bevölkerungsentwicklung
| Jahr                       | 1962 | 1968 | 1975 | 1982 | 1990 | 1999 | 2006 | 2018 |
| Einwohner                  | 206  | 289  | 337  | 280  | 300  | 243  | 290  | 357  |
| Quellen: Cassini und INSEE |      |      |      |      |      |      |      |      |

## Sehenswürdigkeiten

Kirche Saint-Nicolas

- Kirche Saint-Nicolas

## Weinbau
Die Reben in Brossay gehören zum Weinbaugebiet Anjou.